# Francisco de Burgos Mantilla
Francisco de Burgos Mantilla (ur. ok. 1610 w Burgos, zm. w 1672 w Madrycie) – hiszpański malarz barokowy specjalizujący się w martwych naturach. Był uczniem Pedra de las Cuevas, a później prawdopodobnie także Velázqueza.